# تورينتشا
تورينتشا (بالبلغارية: Туркинча)‏ قرية تقع إدارياً ضمن مقاطعة غابروفو في بلغاريا. ويبلغ عدد سكانها 12 نسمة حسب تعداد 15 مارس 2015. تعتمد تورينتشا للبريد على الرمز البريدي 5388.